# Дерем, Уильям
Уи́льям Де́рем (иногда передаётся как Вильям Дергам, англ. William Derham; 26 ноября 1657 — 5 апреля 1735) — английский священник, натурфилософ и физик. Известен как человек, первым измеривший скорость звука.

## Биография
Родился в Стоултоне, Вустершир, Англия. Получил образование в Оксфордском Тринити-колледже. Рукоположён в сан 29 мая 1681 года. В 1682 году Дерем стал викарием в Вагрейве, а с 1689 года — настоятелем храма в Апминстере и был им до самой смерти в 1735 году.
В 1696 году появляется его труд под названием «Artifical Clockmaker» («Искусственный часовщик»), а в 1713, 1714 и 1730 годах последовательно печатаются «Физико-теология», «Астро-теология» и «Христо-теология». Первые две из этих книг — спустя век их будет использовать в своей работе Уильям Пейли, архидиакон Карлайла, — посвящены теологическим аргументам, подтверждающим существование Бога и Его неотъемлемых качеств.
1689 −1735 гг. Дерем служит приходским священником в Апминстере, где он создаёт большой музей насекомых и птиц и проводит свои многочисленные наблюдения. Сочетая обязанности священника, каноника Виндзора и члена Лондонского Королевского Общества, он редактирует журнал «Miscellanea curiosa medico-physica», письма Джона Рэя и «Натуральную историю» Элизара Альбы. Кроме этого, Дерем публикует некоторые из рукописей натурфилософа Роберта Гука и готовит множество докладов для «Философских Трудов Лондонского Королевского Общества».
Диапазон исследований Уильяма Дерема очень широк. Он включает в себя наблюдения за веснушками и жуками, за перемещениями птиц и поведением ртутных барометров.
Так, ежедневно Дерем публикует прогноз погоды в Апминстере (1697—1690 гг.), а в 1704—1705 гг., на основании полученных данных он делает вывод, что за последний год в Апминстре выпало всего 19 дюймов дождя, — что на десять процентов меньше среднегодовой величины осадков в Эссексе и равно количеству осадков в Париже. В 1703 году, также основываясь на результатах своих наблюдений, Дерем докладывает о надвигающемся шторме 26-27 ноября. Этот прогноз подтверждается.
Не менее интересно, что Дерему удаётся зафиксировать явление «теплового излучения». Это происходит в тот день, когда человек, работавший под пеклом июльского солнца на приходской земле, внезапно умирает от изнеможения, а лошади, везшие груз на Апминстерский Холм, не могут поднять телегу и в конце концов издыхают.
Всё же дальнейшие публикации Дерема посвящены телескопам и другим астрономическим приборам. Сентябрь 1708 года был очень богатым месяцем в смысле астрономических наблюдений. Вследствие этого Дерем публикует свой отчёт о солнечном и лунном затмениях, которые он наблюдал с крыши своего дома, дома приходского священника.
В этом же году в северо-восточной части Тайлерс Коммон Дерем обнаруживает местонахождение минеральной воды, в состав которой входит растворённый сульфат железа. Далее он исследует плотность различных стратов земли и выясняет, что вместе с увеличением глубины страта плотность земли также увеличивается. Для этого Дерему пришлось взвешивать землю сначала в воздухе, а затем в воде.
Будучи другом и помощником Ньютона, Дерем ставит также и физические эксперименты. Так, в результате он становится первым, кому удаётся измерить скорость звука. И Ньютон даже исправляет собственные данные на данные, полученные Деремом. Помимо исследований в области химии, физики и астрономии, Уильям Дерем увлекался медициной, оказывал помощь своим прихожанам, а в 1713 году распознал и описал случай врождённого сифилиса у младенца.

## Труды
В 1696 году написал труд «Artifical Clockmaker» (Искусственный часовщик), который выдержал несколько переизданий. В 1713 и 1714 годах написал первые два труда цикла: Физико-теологию и Астро-теологию. В 1730 году завершил цикл написанием Христо-теологии. Первые два труда представляли собой телеологическую аргументацию о существовании и неотъемлемых качествах Бога и были использованы спустя столетие Уильямом Пейли в своих работах.
В 1703 году был принят в Лондонское королевское общество, а в 1716 году стал каноником в Виндзоре.
Также Дерем редактировал журнал «Miscellanea curiosa medico-physica», письма Джона Рэя и «Натуральную историю» Элизара Альбы.